# Seznam restavracij z Michelinovimi zvezdicami v Sloveniji
Seznam restavracij z Michelinovimi zvezdicami v Sloveniji. Michelinov vodnik ocenjuje restavracije of leta 1900, v Sloveniji od leta 2020.

## Seznam restavracij
| Restavracija         | Chef           | Lokacija              | 2020                   | 2021                   | 2022                   | 2023                   | 2024                   | 2025                   |
| -------------------- | -------------- | --------------------- | ---------------------- | ---------------------- | ---------------------- | ---------------------- | ---------------------- | ---------------------- |
| Atelje               | Jorg Zupan     | Ljubljana             | 1 Michelinova zvezdica | 1 Michelinova zvezdica | 1 Michelinova zvezdica | —                      | —                      | —                      |
| COB                  | Filip Matjaž   | Portorož              | —                      | —                      | 1 Michelinova zvezdica | 1 Michelinova zvezdica | 1 Michelinova zvezdica | 1 Michelinova zvezdica |
| Dam                  | Uroš Fakuč     | Nova Gorica           | 1 Michelinova zvezdica | 1 Michelinova zvezdica | 1 Michelinova zvezdica | 1 Michelinova zvezdica | 1 Michelinova zvezdica | 1 Michelinova zvezdica |
| Gostilna pri Lojzetu | Tomaž Kavčič   | Zemono                | 1 Michelinova zvezdica | 1 Michelinova zvezdica | 1 Michelinova zvezdica | 1 Michelinova zvezdica | 1 Michelinova zvezdica | 1 Michelinova zvezdica |
| Gostišče Grič        | Luka Košir     | Šentjošt nad Horjulom | —                      | 1 Michelinova zvezdica | 1 Michelinova zvezdica | 1 Michelinova zvezdica | 1 Michelinova zvezdica | 1 Michelinova zvezdica |
| Hišo Denk            | Gregor Vračko  | Zgornja Kungota       | 1 Michelinova zvezdica | 1 Michelinova zvezdica | 1 Michelinova zvezdica | 1 Michelinova zvezdica | 1 Michelinova zvezdica | 1 Michelinova zvezdica |
| Hiša Franko          | Ana Roš Stojan | Staro selo            | 2 Michelinovi zvezdici | 2 Michelinovi zvezdici | 2 Michelinovi zvezdici | 3 Michelinove zvezdice | 3 Michelinove zvezdice | 3 Michelinove zvezdice |
| Hiša Linhart         | Uroš Štefelin  | Radovljica            | —                      | —                      | 1 Michelinova zvezdica | 1 Michelinova zvezdica | 1 Michelinova zvezdica | 1 Michelinova zvezdica |
| Restavracija Milka   | David Žefran   | Kranjska Gora         | —                      | —                      | 1 Michelinova zvezdica | 2 Michelinovi zvezdici | 2 Michelinovi zvezdici | 2 Michelinovi zvezdici |
| Restavracija Pavus   | Marko Pavčnik  | Laško                 | —                      | —                      | —                      | —                      | 1 Michelinova zvezdica | 1 Michelinova zvezdica |
| Restavracija Strelec | Igor Jagodic   | Ljubljana             | —                      | —                      | 1 Michelinova zvezdica | 1 Michelinova zvezdica | 1 Michelinova zvezdica | —                      |
| Vila Podvin          | Uroš Štefelin  | Radovljica            | 1 Michelinova zvezdica | 1 Michelinova zvezdica | —                      | —                      | —                      |                        |